# Front d'Alliberament d'Eritrea-Consell Revolucionari
El Front d'Alliberament d'Eritrea-Consell Revolucionari fou una organització política i militar d'Eritrea sorgida del Front d'Alliberament d'Eritrea (FAE/ELF); al congrés de 1971 aquesta darrera organització va designar a la seva direcció com Consell Revolucionari.
El 1981 el Front Popular d'Alliberament d'Eritrea (FPAE/EPLF), aliat al Front Popular d'Alliberament de Tigre (FPAT/TPLF) van derrotar el FAE i el van expulsar cap al Sudan on es va reagrupar. La derrota va portar a les lògiques dissensions i van aparèixer les faccions; el comandant Abdulla Idris acusava de la derrota a la cinquena columna i va agafar la direcció del FAE, però un altre grup va considerar que s'havia de mantenir l'organització sota el lideratge elegit (el Consell Revolucionari) i es va proclamar tanmateix com l'organització matriu i el març de 1882 va afegir al nom FAE les sigles del Consell Revolucionari (CR) o sigui FAE-CR o en anglès ELF-RC. La seva política fou pactista i pacifista i va tenir molt poca activitat militar (potser per no comptar amb suport d'elements armats); no obstant un petit grup va mantenir operacions militars. El seu cap aleshores fou Ibrahim Mohammed Ali; a l'anomenat III Congrés el 1989 fou elegit president Ahmed Nasser, i Ibrahim Mohammed Ali va quedar com a cap de l'oficina política i organitzativa.
El setembre de 1992 es va formar a l'Aràbia Saudita el Pacte d'Aliança Nacional Eritrea o Eritrean National Pact Alliance (ENPA) entre el FAE-Comandament Central (Eritrean Liberation Front - Central Command ELF-CC), el FAE-Organització Unificada (Eritrean Liberation Front - Unified Organization ELF-UO), el FAE-CR (Eritrean Liberation Front - Revolutionary Council ELF-RC) i el Moviment Democràtic d'Alliberament d'Eritrea (Eritrean Democratic Liberation Movement EDLM). Ibrahim Mohamed Ali va tornar a la presidència a l'anomenat IV Congrés el 1995.
El 1998 el cap del FAE-CR, Ibrahim Mohamed Ali, va anar a Addis Abeba i hauria fet aliança amb els etíops (7 de novembre de 1998), i posteriorment va demanar la retirada eritrea dels territoris en litigi. El grup fou part de les Forces Nacionals d'Eritrea (1999-2002) i va estar a punt d'entrar (2002) a l'Aliança Nacional Eritrea, però el 2001, després del congrés (anomenat V) celebrat a Gondar (Etiòpia) al que només van poder arribar 104 delegats i en el que fou elegit president Ahmed Nasser, l'organització es va dividir en dos faccions (dirigides per Ahmed Nasser i per Seyoum Ogbamichael) i en va quedar fora.
El 2006 el FAE-CR va celebrar un congrés i el 2008 va canviar el seu nom i va agafar el de Partit Popular d'Eritrea dirigit per Mohammed Nur Digual.